# Лачеделли, Джулия
Джу́лия Лачеде́лли (итал. Giulia Lacedelli; род. 22 марта 1971, Кортина-д’Ампеццо, Венеция) — итальянская кёрлингистка.

## Карьера

### Национальная сборная
Её дебют в национальной сборной начался с национальной итальянской женской юниорской сборной по кёрлингу на Чемпионате мира среди юниоров 1989 года в Маркеме, Канада, где Италия заняла десятое место. 22 марта 1989 года в матче против американской команды, закончившемся 16 : 0 в пользу американцев, она так же участвовала в худшем поражении женской сборной Италии юниоров по кёрлингу.
Джулия приняла участие в трех юниорских чемпионатах со сборной юниоров, набрав 27 матчей.
В 1992 году она вошла в состав женской сборной, где она будет оставаться с коротким исключением до 2008 года. В 2006 году итальянская женская сборная выиграла серебряную медаль на чемпионате Европы, проходящем в Базеле, Швейцария. Это лучший результат, полученный спортсменкой и лучший результат, полученный национальной итальянской женской сборной.
Играла на позиции третьего.

## Достижения
- Чемпионат Европы по кёрлингу: серебро (2006).
- Чемпионат Италии по кёрлингу среди женщин: золото (16 раз), серебро (3 раза), бронза (1 раз).
- Чемпионат Италии по кёрлингу среди смешанных команд: серебро (1 раз), бронза (1 раз).
- Чемпионат Италии по кёрлингу среди юниоров: золото (1 раз).

## Команды
| Сезон   | Четвёртый            | Третий               | Второй              | Первый              | Запасной                                  | Тренер                                           | Турниры                               |
| ------- | -------------------- | -------------------- | ------------------- | ------------------- | ----------------------------------------- | ------------------------------------------------ | ------------------------------------- |
| 1988—89 | Daniela Zandegiacomo | Carla Zandegiacomo   | Джулия Лачеделли    | Rossela Carrara     |                                           |                                                  | ЧМЮ 1989 (10 место)                   |
| 1989—90 | Daniela Zandegiacomo | Carla Zandegiacomo   | Джулия Лачеделли    | Rossela Carrara     |                                           |                                                  | ЧМЮ 1990 (9 место)                    |
| 1990—91 | Daniela Zandegiacomo | Carla Zandegiacomo   | Джулия Лачеделли    | Виолетта Кальдарт   |                                           |                                                  | ЧМЮ 1991 (9 место)                    |
| 1992—93 | Daniela Zandegiacomo | Carla Zandegiacomo   | Джулия Лачеделли    | Виолетта Кальдарт   |                                           |                                                  | ЧЕ 1992 (9 место)                     |
| 1993—94 | Daniela Zandegiacomo | Джулия Лачеделли     | Виолетта Кальдарт   | Ivana Zandiegiacomo |                                           |                                                  | ЧЕ 1993 (11 место)                    |
| 1994—95 | Энн Лачеделли        | Daniela Zandegiacomo | Джулия Лачеделли    | Виолетта Кальдарт   | Marina Franziskus                         | Reto Franziskus                                  | ЧЕ 1994 (13 место)                    |
| 1995—96 | Daniela Zandegiacomo | Джулия Лачеделли     | Виолетта Кальдарт   | Serena Nicolodi     |                                           | Reto Franziskus                                  | ЧЕ 1995 (12 место)                    |
| 1996—97 | Джулия Лачеделли     | Elena Faita          | Виолетта Кальдарт   | Carla Alvera        | Christina Alvera                          |                                                  | ЧЕ 1996 (9 место)                     |
| 1997—98 | Джулия Лачеделли     | Elena Faita          | Mariella Macchietto | Carla Alvera        | Christina Alvera                          | Alessandro Fummi                                 | ЧЕ 1997 (11 место)                    |
| 1998—99 | Джулия Лачеделли     | Виолетта Кальдарт    | Sara Zandegiacomo   | Mariella Macchietto | Sandra Ruatti                             |                                                  | ЧЕ 1998 (10 место)                    |
| 1999—00 | Джулия Лачеделли     | Виолетта Кальдарт    | Элеонора Альвера    | Isabella Colle      | Erica de Salvador                         | Антонио Менарди                                  | ЧЕ 1999 (10 место)                    |
| 2002—03 | Диана Гаспари        | Джулия Лачеделли     | Роза Помпанин       | Виолетта Кальдарт   | Кьяра Оливьери (ЧЕ), Арианна Лоренци (ЧМ) | Родгер Густаф Шмидт (ЧЕ), Роберто Лачеделли (ЧМ) | ЧЕ 2002 (11 место) ЧМ 2003 (9 место)  |
| 2003—04 | Диана Гаспари        | Джулия Лачеделли     | Роза Помпанин       | Виолетта Кальдарт   | Кьяра Оливьери                            | Родгер Густаф Шмидт (ЧЕ), Роберто Лачеделли (ЧМ) | ЧЕ 2003 (5 место) ЧМ 2004 (9 место)   |
| 2004—05 | Диана Гаспари        | Джулия Лачеделли     | Роза Помпанин       | Виолетта Кальдарт   | Элеонора Альвера                          | Роберто Лачеделли (ЧЕ), Родгер Густаф Шмидт (ЧМ) | ЧЕ 2004 (6 место) ЧМ 2005 (11 место)  |
| 2005—06 | Диана Гаспари        | Джулия Лачеделли     | Роза Помпанин       | Виолетта Кальдарт   | Элеонора Альвера                          | Родгер Густаф Шмидт, Роберто Лачеделли           | ЧЕ 2005 (6 место) ЗОИ 2006 (10 место) |
| 2005—06 | Диана Гаспари        | Джулия Лачеделли     | Элеонора Альвера    | Виолетта Кальдарт   | Арианна Лоренци                           | Родгер Густаф Шмидт                              | ЧМ 2006 (9 место)                     |
| 2006—07 | Диана Гаспари        | Джулия Лачеделли     | Джорджия Аполлонио  | Виолетта Кальдарт   | Элеттра Де Коль                           | Родгер Густаф Шмидт                              | ЧЕ 2006 · ЧМ 2007 (12 место)          |
| 2007—08 | Диана Гаспари        | Джулия Лачеделли     | Элеттра Де Коль     | Виолетта Кальдарт   | Лукреция Лауренти                         | Жан-Пьер Рюче                                    | ЧЕ 2007 (6 место)                     |

(скипы выделены полужирным шрифтом)

## Частная жизнь
Её мать — итальянская кёрлингистка, вице-чемпионка чемпионата Европы, многократная чемпионка Италии Энн Уркхарт (урожд. Лачеделли), они вместе выступали на чемпионате Европы 1994.